# Championnat d'Islande de football 1963
Navigation
Saison précédente Saison suivante
La saison 1963 du Championnat d'Islande de football était la 52e édition de la première division islandaise. Les six clubs jouent les uns contre les autres lors de rencontres disputées en matchs aller et retour. Le stade de Melavöllur n'est pas utilisé à Reykjavik puisque le stade de Laugardalsvöllur accueille toutes les rencontres à domicile des clubs de la capitale, Fram, Valur et le KR.
C'est le KR Reykjavik qui termine en tête du championnat. C'est le 18e titre de champion d'Islande de son histoire, le 3e en 5 saisons. Il réalise un nouveau doublé Coupe-championnat puisqu'il remporte sa 4e Coupe consécutive, en quatre éditions ! De plus, le KR devient le premier club islandais à se qualifier pour une Coupe d'Europe. Du fait de l'organisation estivale de la saison islandaise, le KR se qualifie pour l'édition 1964-1965.
En bas de classement, le club d'ÍBA Akureyri, présent en 1. Deild depuis quatre ans, est relégué, remplacé par un club de Reykjavik, le þrottur.

## Les 6 clubs participants
| \| Reykjavik : · Fram - Valur - KR IA Akranes ÍBA Akureyri ÍBK Keflavík \| Clubs participants |
| Reykjavik : · Fram - Valur - KR IA Akranes ÍBA Akureyri ÍBK Keflavík                          |

| Club            | Classement 1962 | Stade            | Ville     |
| --------------- | --------------- | ---------------- | --------- |
| ÍBA Akureyri    | 5               | Akureyrarvöllur  | Akureyri  |
| IA Akranes      | 3               | Akranesvöllur    | Akranes   |
| Fram Reykjavik  | 1               | Laugardalsvöllur | Reykjavik |
| ÍBK Keflavík    | 2. Deild        | Njarðvíkurvöllur | Keflavík  |
| KR Reykjavik    | 4               | Laugardalsvöllur | Reykjavik |
| Valur Reykjavik | 2               | Laugardalsvöllur | Reykjavik |

1. ↑  Le club est basé à Keflavík mais dispute ses matchs au stade de Njarðvík cette saison

## Compétition

### Classement
Le barème de points servant à établir le classement se décompose ainsi :
- Victoire : 2 points
- Match nul : 1 point
- Défaite : 0 point

| Rang | Équipe           | Pts | J  | G | N | P | Bp | Bc | Diff |
| ---- | ---------------- | --- | -- | - | - | - | -- | -- | ---- |
| 1    | KR Reykjavik C   | 15  | 10 | 7 | 1 | 2 | 27 | 16 | +11  |
| 2    | ÍA Akranes       | 13  | 10 | 6 | 1 | 3 | 25 | 17 | +8   |
| 3    | Valur Reykjavik  | 10  | 10 | 4 | 2 | 4 | 20 | 20 | 0    |
| 4    | Fram Reykjavik T | 9   | 10 | 4 | 1 | 5 | 11 | 20 | -9   |
| 5    | ÍBK Keflavík P   | 7   | 10 | 3 | 1 | 6 | 15 | 19 | -4   |
| 6    | ÍBA Akureyri     | 6   | 10 | 2 | 2 | 6 | 16 | 22 | -6   |

|  | Qualifié pour la Coupe d'Europe des clubs champions 1964-1965 |
|  | Relégation en 2. Deild                                        |

### Matchs
| Résultats (▼dom., ►ext.)                                   | Fra | Aku | Akr | Kef | KR  | Val |
| Fram Reykjavik                                             |     | 1-0 | 2-2 | 1-0 | 2-5 | 1-0 |
| ÍBA Akureyri                                               | 1-2 |     | 1-3 | 0-2 | 1-2 | 2-1 |
| ÍA Akranes                                                 | 5-2 | 3-1 |     | 4-2 | 2-1 | 1-2 |
| ÍBK Keflavík                                               | 2-0 | 2-4 | 2-1 |     | 1-2 | 1-1 |
| KR Reykjavik                                               | 2-0 | 2-2 | 3-1 | 3-2 |     | 7-2 |
| Valur Reykjavik                                            | 3-0 | 4-4 | 1-3 | 3-1 | 3-0 |     |
| - Victoire à domicile - Match nul - Victoire à l'extérieur |     |     |     |     |     |     |

## Bilan de la saison
| Tableau d'Honneur                 |              |
| Compétition                       | Vainqueur    |
| Championnat d'Islande de football | KR Reykjavik |
| Coupe d'Islande de football       | KR Reykjavik |

| Qualifications européennes                   |              |
| Coupe d'Europe des clubs champions 1964-1965 | Qualifié     |
| 1er tour                                     | KR Reykjavik |

| Promotion et relégation |                   |
| Relégué en 2. Deild     | ÍBA Akureyri      |
| Promu en 1. Deild       | þrottur Reykjavik |

## Meilleurs buteurs
| # | Buteurs               | Clubs        | Nb de Buts |
| - | --------------------- | ------------ | ---------- |
| 1 | Skuli Hakonarsson     | IA Akranes   | 9          |
| 2 | Ellert B. Schram      | KR Reykjavik | 7          |
| 2 | Gunnar Felixson       | KR Reykjavik | 7          |
| 2 | SigÞor Jakobsson      | KR Reykjavik | 7          |
| 5 | Steingrimur Björnsson | ÍBA Akureyri | 6          |
| 5 | Ingvar Elisson        | IA Akranes   | 6          |